# Fahriye Evcen
Fahriye Evcen (Solingen, 4 de juny de 1986) és una actriu de sèries de TV i cinema turca, principalment coneguda pels seus rols com Necla Tekin en la sèrie Yaprak Dökümü i com Feride en Çalıkuşu. En la pel·lícula Signora Enrica (turc: Sinyora Enrica ile İtalyan Olmak, català: Ser italià amb la senyora Enrica) va actuar amb Claudia Cardinale. 

Poster de la pel·lícula Signora Enrica

## Biografia
Va néixer el 4 de juny de 1986 en Solingen, Alemanya. Els seus pares son immigrants turcs que es van establir a Alemanya. Té tres germanes majors. Als 7 anys ha hagut de presenciar l'anomenat Desastre de Solingen.
Va estudiar sociologia al seu país natal durant un any. Poc temps després, va rebre una oferta per a actuar en una sèrie de televisió turca gràcies a la seva participació en el programa de Oya Aydoğan, qui la va presentar amb un important productor. Després, Evcen es va mudar a Istanbul per a començar amb la seva carrera actoral i allí també va culminar els seus estudis d'història en la Universitat Boğaziçi. A més d'això, Fahriye parla turc, alemany, anglès i espanyol amb fluïdesa.
Durant l'any 2006, va formar part de l'elenc principal de la sèrie Yaprak Dökümü. En el 2008, va fer el seu primer debut cinematogràfic en la pel·lícula Cennet. Anys més tard, Evcen va interpretar a Feride en la sèrie Çalıkuşu transmesa per Kanal D. També va actuar en la pel·lícula Aşk Sana Benzer en el paper de Deniz.
En el 2017, protagonitza al costat de Engin Akyürek la sèrie Ölene Kadar (Fins a la mort), produïda per Tims Productions. El mateix any va actuar en Sonsuz Aşk (Amor sense fi) amb Murat Yıldırım.

## Vida privada
En el 2013 durant els enregistraments de Çalıkuşu, va començar una relació sentimental amb el també actor Burak Özçivit i tots dos van contreure matrimoni al juny del 2017 a Istanbul. En 2017, va figurar en el lloc número 9 de la llista "les dones més belles del món" feta per Buzznet, en la qual també van ser esmentades celebritats com Beyoncé, Angelina Jolie i Emma Watson. El 13 d'abril de 2019, Fahriye Evcen i Burak Özçivit van tenir el seu primer fill, Karan.

## Filmografia

### Televisió
| Any       | Títol              | Personatge  | Nota(s)         |
| --------- | ------------------ | ----------- | --------------- |
| 2005      | Asla Unutma        | Pınar       | Elenc Principal |
| 2006      | Hasret             | Songül      | Elenc Principal |
| 2006-2010 | Yaprak Dökümü      | Necla Tekin | Elenc Principal |
| 2011      | Yalancı Bahar      | Zeynep      | Protagonista    |
| 2012      | Veda               | Mehpare     | Protagonista    |
| 2013-2014 | Çalıkuşu           | Feride      | Protagonista    |
| 2014      | Kurt Seyit ve Şura | Mürvet      | Elenc Principal |
| 2017      | Ölene Kadar        | Selvi       | Protagonista    |

### Cinema
| Any  | Títol                 | Personatge           | Nota(s)      |
| ---- | --------------------- | -------------------- | ------------ |
| 2007 | Cennet                | Kız                  | Protagonista |
| 2008 | Aşk Tutulması         | Pınar                | Protagonista |
| 2010 | Takiye: Allah yolunda | Sevde                | Protagonista |
| 2011 | Signora Enrica        | Joven Signora Enrica | Protagonista |
| 2012 | Evim Sensin           | Leyla                | Protagonista |
| 2015 | Aşk Sana Benzer       | Deniz                | Protagonista |
| 2017 | Sonsuz Aşk            | Zeynep               | Protagonista |

### Publicitat
| Año  | Empresa / Producte   |
| ---- | -------------------- |
| 2011 | Ülker Golf Bravo     |
| 2015 | L'Oreal Paris Elvive |
| 2016 | Koton                |